# Sainte-Colombe (Lot)
Sainte-Colombe é uma comuna francesa na região administrativa de Occitânia, no departamento de Lot. Estende-se por uma área de 11,35 km². Em 2010 a comuna tinha 223 habitantes (densidade: 19,6 hab./km²).